# Vladimir Cupara
Vladimir Cupara, cyr. Владимир Цупара (ur. 19 lutego 1994 w Belgradzie) – serbski piłkarz ręczny, bramkarz, od lipca 2019 zawodnik  Telekom Veszprém.

## Kariera sportowa
W latach 2012–2015 występował w Crvenej zvezdzie, której był kapitanem. W 2015 podpisał trzyletni kontrakt z hiszpańskim Ademar León. W sezonie 2015/2016, w którym bronił ze skutecznością 35% (281/807), został wybrany najlepszym bramkarzem ligi ASOBAL. W sezonie 2016/2017 bronił w hiszpańskiej ekstraklasie ze skutecznością 34% (240/698), a w sezonie 2017/2018 ze skutecznością 32% (190/587). 17 września 2017 w meczu ze słoweńskim RK Velenje (22:23), w którym zdobył jednego gola, zadebiutował w Lidze Mistrzów. W sezonie 2017/2018 rozegrał w niej łącznie 12 spotkań i rzucił dwie bramki.
W lipcu 2018 został zawodnikiem Vive Kielce, z którym podpisał trzyletnią umowę (transfer ogłoszono w 2016). W kieleckim zespole zadebiutował 7 września 2018 w wygranym meczu Superligi z Górnikiem Zabrze (32:23). W lipcu 2019 przeszedł do węgierskiego Veszprém.
W 2012 uczestniczył w mistrzostwach Europy U-18 w Austrii (10. miejsce), w których bronił ze skutecznością 27% (40/148). W 2013 wystąpił w mistrzostwach świata U-19 na Węgrzech (7. miejsce), podczas których bronił ze skutecznością 32% (49/152). W 2014 zagrał w mistrzostwach Europy U-20 w Austrii, w których bronił ze skutecznością 38% (33/88), która dała mu 2. miejsce w klasyfikacji najlepszych bramkarzy turnieju. Podczas mistrzostw świata U-21 w Brazylii (2015), w których reprezentacja Serbii U-21 zajęła 17. miejsce, bronił ze skutecznością 44% (43/98).
W reprezentacji Serbii zadebiutował w 2016. W 2018 uczestniczył w mistrzostwach Europy w Chorwacji, w których bronił ze skutecznością 26% (55/213). W 2019 wystąpił w mistrzostwach świata w Danii i Niemczech, w których rozegrał pięć meczów, broniąc ze skutecznością 25% (29/118).

## Sukcesy
Vive Kielce
- Puchar Polski: 2018/2019

Indywidualne
- Najlepszy bramkarz ligi ASOBAL: 2015/2016 (bronił ze skutecznością 35% (281/807); Ademar León)[5]
- 2. miejsce w klasyfikacji najlepszych bramkarzy mistrzostw Europy U-20 w Austrii w 2014 (bronił ze skutecznością 38%)[9]